# Šlapaberžė
Šlapaberžė (hist., pol. Szłapoburże, Szłapoberże, Szłapoberż, Szłapobierże, Ludwików) – wieś na Litwie, położona w rejonie kiejdańskim okręgu kowieńskiego, 15 km na północ od Kiejdan, nad rzeką Kruostas (hist., pol. Krostą).

## Historia
O Szłapoburżach (Slappiberze) pierwszy raz wspomniano w 1371 roku, gdy wypędzono stąd zakon krzyżacki. W XVIII wieku była to królewszczyzna. W 1711 roku wszyscy mieszkańcy wsi wyginęli na skutek zarazy. W pierwszej połowie XIX wieku było to dziedzictwo rodziny Gintowt-Dziewałtowskich herbu Trąby. Majątek został skonfiskowany w 1863 roku ówczesnemu przedstawicielowi tej rodziny za udział w powstaniu styczniowym. W latach 70. XIX wieku dobra te zostały nabyte przez Władysława Kwintę herbu Dryja. Starszy z jego synów, Michał (1891–1932), był ostatnim z właścicieli majątku przed 1940 rokiem.
W 1861 roku wzniesiono tu niewielki kościół pw. Chrystusa Ukrzyżowanego z grobami rodziny dziedziców (Gintowt-Dziewałtowskich) w podziemiach. W czasach sowieckich kościół był zamknięty, w 1990 roku wrócił do wiernych. Jest to budynek wzniesiony na planie prostokąta, neoklasycystyczny z elementami neorenesansu. Przednią fasadę na całej szerokości stanowi arkadowy, trzyłukowy (czterokolumnowy) portyk.
Do 1772 roku Szłapoburże należały do Księstwa Żmudzkiego Rzeczypospolitej, później znalazły się w powiecie wileńskim. Po III rozbiorze Polski w 1795 roku Szałapoburże leżały na terenie ujezdu kowieńskiego, który należał kolejno do guberni wileńskiej, litewskiej (1797–1801), a później wileńskiej (1801–1843) i kowieńskiej (1843–1915) Imperium Rosyjskiego. Od 1920 roku Szłapoburże należą do Litwy, która w okresie 1940–1990, jako Litewska Socjalistyczna Republika Radziecka, wchodziła w skład ZSRR.

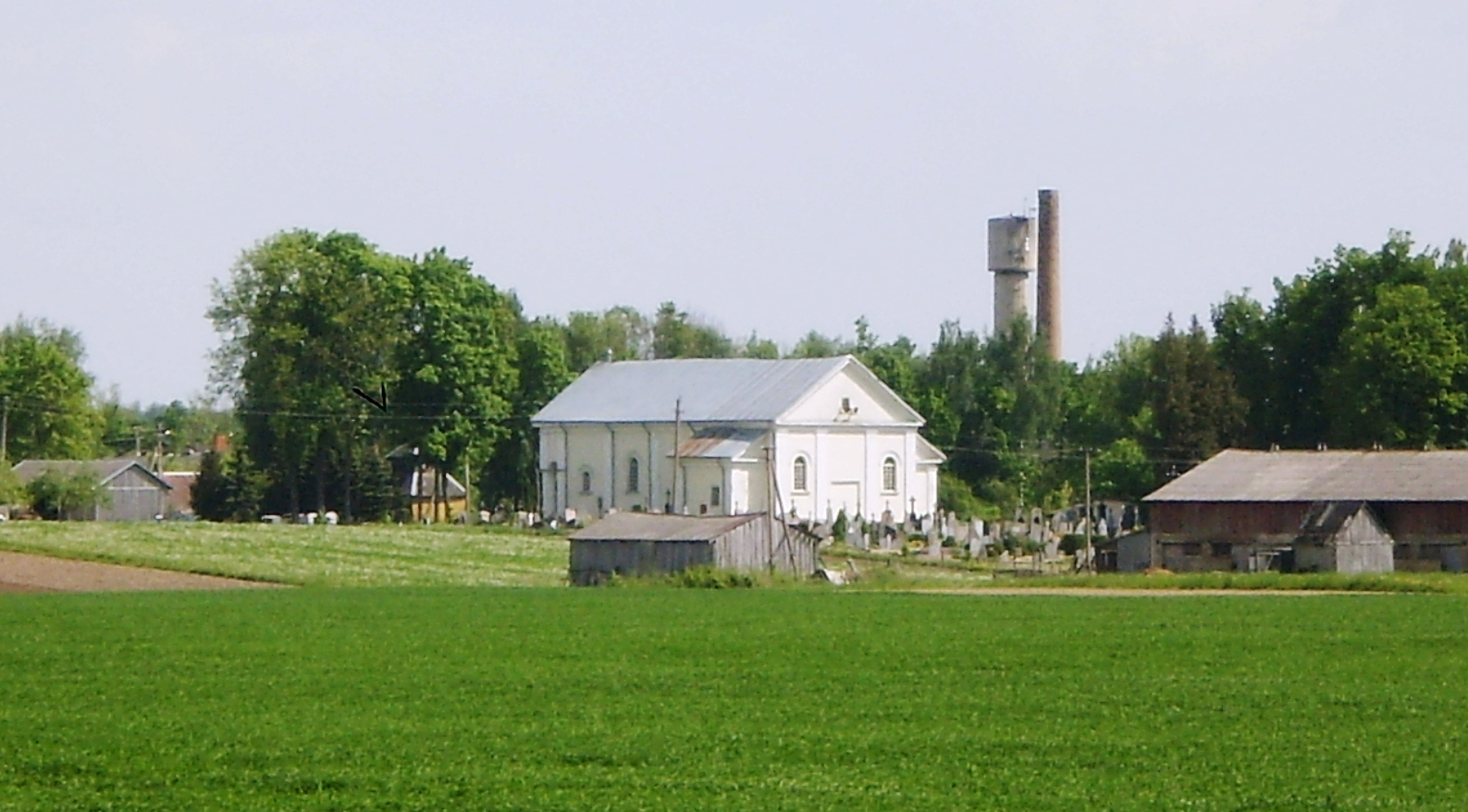
Kościół i cmentarzyk przykościelny, 2010

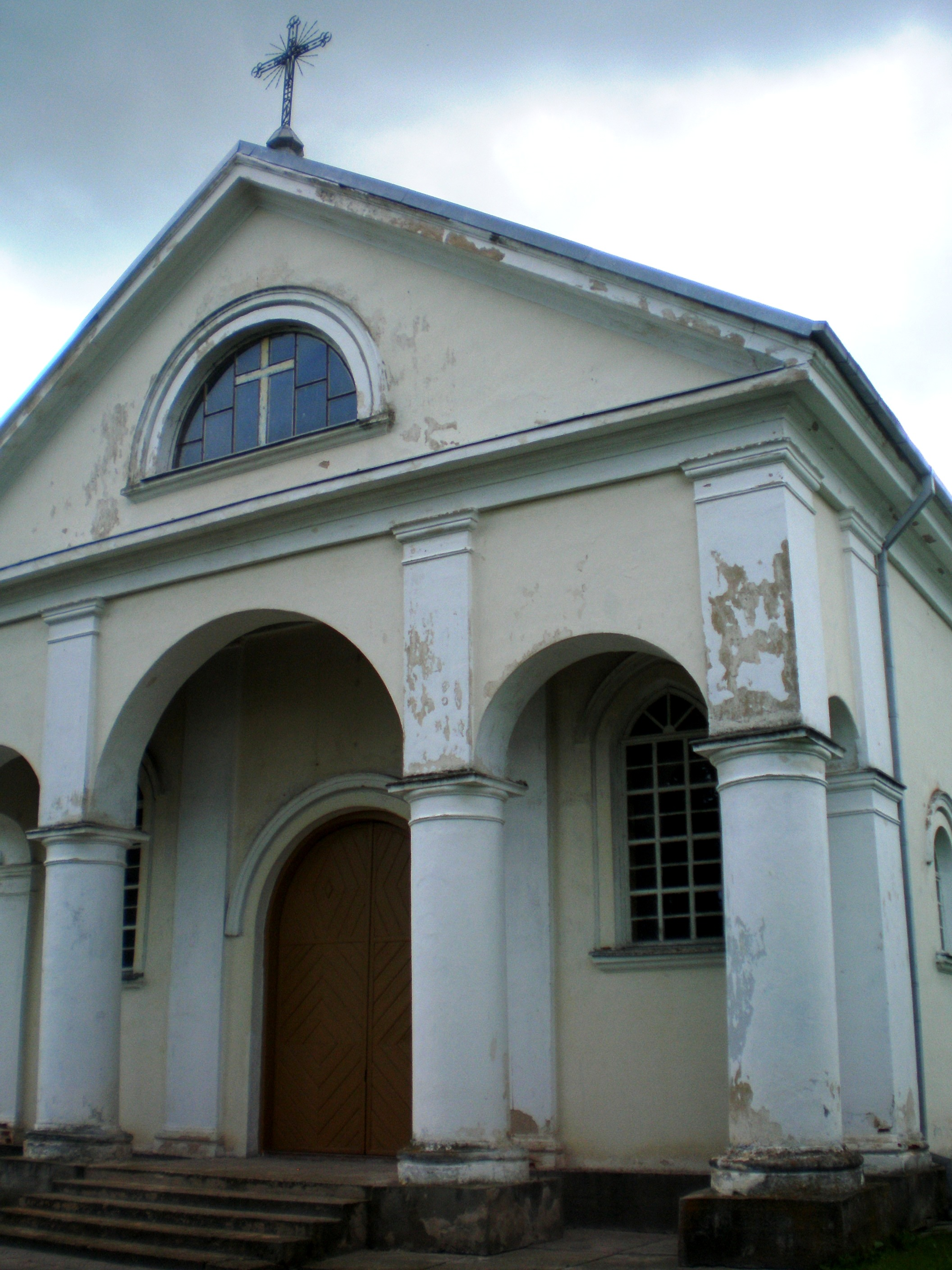
Fasada kościoła (2011)

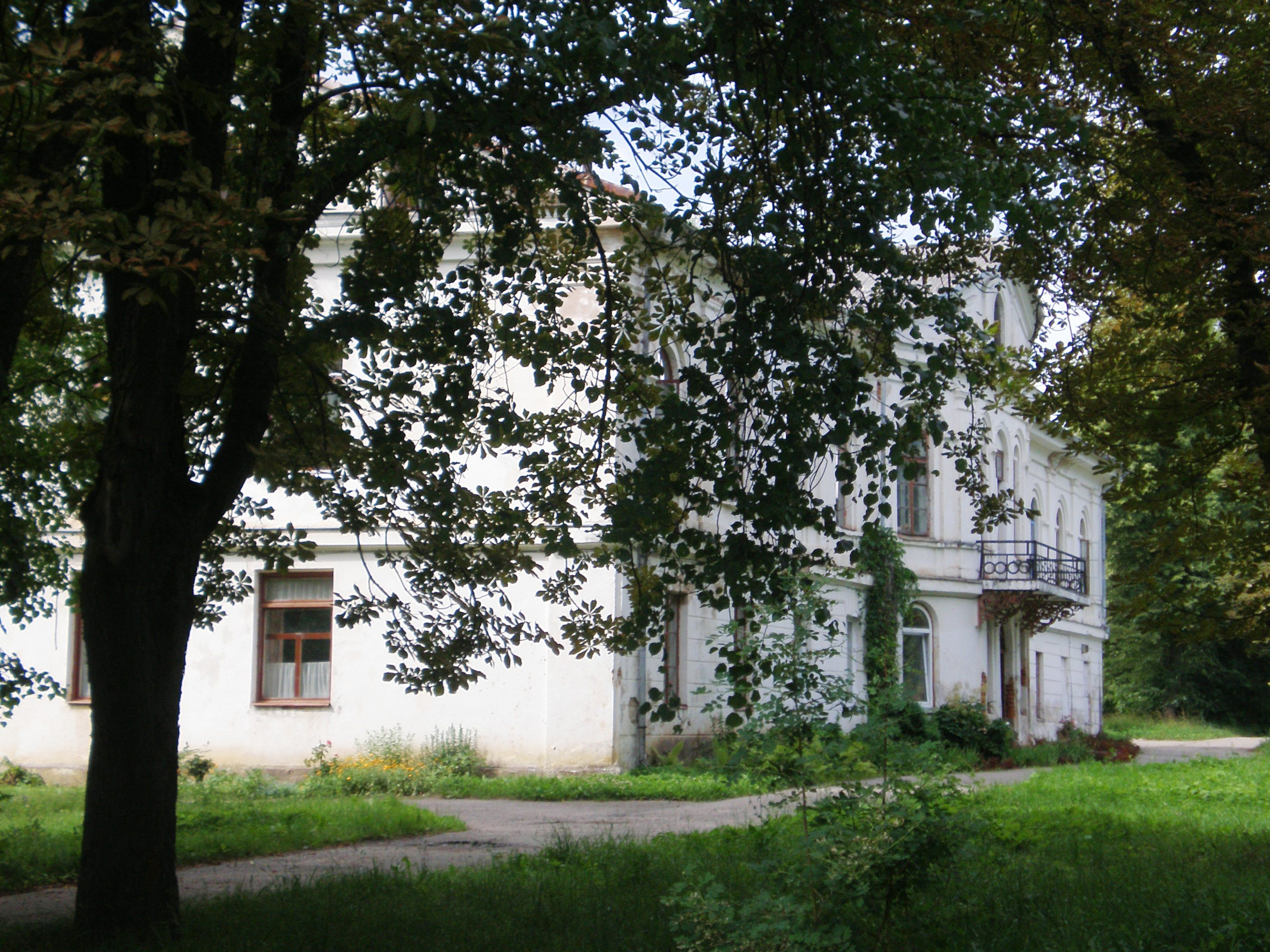
Pałac (2011)

W latach 1950–1963 Szłapoburże były siedzibą gminy, później zostały przyłączone do gminy Datnów.

## Demografia wsi
1820 – 301
1886 – 154
1902 – 469
1923 – 363
1959 – 743
1970 – 918
1979 – 1089
1987 – 1415
2001 – 583
2011 – 616.

## Pałac
Prawdopodobnie Gintowt-Dziewałtowscy wznieśli tu na początku XIX wieku dwukondygnacyjny, ceglany, trzynastoosiowy pałac z pozornym, trójściennym ryzalitem w części środkowej. Główne wejście, do którego prowadziły trzy stopnie, poprzedzał portyk, w formie tarasu nad parterem, wspartego czterema masywnymi, ustawionymi półkoliście kolumnami. Pałac był przykryty niewysokim, gładkim, czterospadowym dachem.
W czasie potyczki z wojskami carskimi w 1863 roku spłonęło lewe skrzydło pałacu. Gdy Władysław Kwinta kupił majątek, odbudował pałac, jednak tylko w części środkowej i prawej. Pod koniec XIX wieku na miejscu lewego skrzydła zbudowano dwukondygnacyjną werandę (lub ganek) z dwoma tarasami. 
Pałac był otoczony przez rozległy park krajobrazowy z sadzawkami, strumykami i mostkami nad nimi. Stał tu też pawilon ogrodowy. Na wprost portyku był wielki gazon otoczony żywopłotem i klombami kwiatowymi. Vis-à-vis, na osi portyku stała drewniana brama wjazdowa.
Pałac stoi do dziś, w latach sowieckich był siedzibą kołchozu „Tiesos“ („Prawda”).
Majątek Szłapoburże został opisany w 3. tomie Dziejów rezydencji na dawnych kresach Rzeczypospolitej Romana Aftanazego.